# Región Oriental (Omán)
Oriental (en árabe: المنطقة الشرقية āl-minṯaqah āl-Šarqiyah) es una región (mintaqah) del sultanato de Omán. Ash Sharqiyah está al este del país y su capital es la ciudad de Sur. Otra ciudad importante en la región es Ibra.
Ash Sharqiyah está compuesto por once vilayatos: Sur, Ibra, Mudhaibi, Al Kamil Wal Wafi, Jalan Bani Bu Hassan, Jalan Bani Bu Ali, Wadi Bani Khaled, Dema Wa Thaieen, Bidiya, Al Qabil y Massirah. 
De interés turístico están sus costas que incluyen los cabos de Ra's al-Hadd y Ra's al-Ghaima. Los 42 km de playas entre estos dos lugares es el más importante lugar de anidamiento de tortugas verdes en el océano Índico. Un estimado de 20 000 tortugas desovan entre 80 a 100 huevos anualmente. El Ministerio omaní de Municipalidades Regionales, Ambiente y Agua administra el sitio, que es una de las reservas naturales más importantes del sultanato.
- Datos: Q1106416
- Multimedia: Ash-Sharqiyyah Region, Oman / Q1106416